# 线齿香茶菜
线齿香茶菜（学名：Isodon barbeyanus）为唇形科香茶菜属下的一个种。